# Катя и крокодил (фильм)
«Катя и крокодил» (чеш. Káťa a krokodýl) — чехословацкий детский фильм 1966 года режиссёра Веры Пливовой-Шимковой.
Практически ремейк советского фильма 1957 года «Девочка и крокодил», сценарий которого был написан Ниной Гернет и Григорием Ягдфельдом и в том же году переработан в книгу для детей под названием «Катя и крокодил» по которой и снят чехословацкий фильм.

## Сюжет
На время каникул ученики одной из пражских школ разбирают по домам обитателей школьного «Уголка живой природы» для ухода. Катя притаскивает домой двух ангорских кроликов, скворца, маленькую обезьянку, черепаху и маленького крокодила. Но когда она уходит в магазин, её младшая сестра Минка начинает играть с животными, которые постепенно разбегаются в беспорядке…

## В ролях
- Иветта Голлаверова — Катя
- Ондржей Яндера — мальчик с макаронами
- Минка Мала — Минка
- Эва Дикова — Яна
- Антонин Недвидек — Миша
- Алена Чехова — Таня
- Адольф Мински — дед Кати
- Олдржих Новый — мужчина с зонтиком
- Ян Либичек — мужчина с воздушными шарами
- Алоис Дворски — дедушка с топором
- Алена Кройцманова — соседка
- Ян Скопечек — командир пожарных
- Йозеф Глиномаз — пожарный
- Лубомир Костелка — пожарный
- Владимир Меншик — строгий отец с тортом
- Вера Фербасова — женщина с бельём

## Критика
Дебютный фильм в будущем признанного мастера чехословацкого детского кино Вера Пливова-Шимкова:

Уже первые её фильмы показали удивительную способность режиссёра вживаться в мир детей, проникаться их заботами, находить контакт с самыми робкими из них. Лента «Катя и крокодил» (1965), которой она дебютировала, стала свидетельством отменного вкуса постановщика, точной режиссуры и композиционного мастерства.— Проблемы и свершения: очерки развития чехословацкой кинематографии / И. Пурш. — М.: Искусство, 1988. — 190 с. — стр. 162—163

## Фестивали и награды
- Главный приз в категории «Лучший фильм» Международного конкурса Детского кино и телевидения (Испания, 1966)